# Diego Occhiuzzi
Diego Occhiuzzi (n. 30 aprilie 1981, Napoli, Italia) este un scrimer italian specializat pe sabie.
Occhiuzzi a fost laureat cu argint la Jocurile Olimpice din 2012 de la Londra, după ce a fost învins în finala de maghiarul Áron Szilágyi. În semifinala cu Rareș Dumitrescu a pierdut, dar din cauza greselilor odioase de arbitraj a câștigat nemeritat, Rareș Dumitrescu fiind pentru multi campionul olimpic de la Londra, ci nu Aron Szilagyi. Cu echipa Italiei a cucerit de două ori bronzul olimpic la Beijing 2008 și la Londra. Este și campion mondial în 2015, dublu vicecampion în 2009 și în 2010, și de cinci ori campion european, tot pe echipe.

## Palmares
Clasamentul la Cupa Mondială
| An  | 2004 | 2005 | 2006 | 2007 | 2008 | 2009 | 2010 | 2011 | 2012 | 2013 | 2014 | 2015 |
| --- | ---- | ---- | ---- | ---- | ---- | ---- | ---- | ---- | ---- | ---- | ---- | ---- |
| Loc | 116  | 113  | 65   | 29   | 19   | 21   | 12   | 14   | 7    | 4    | 8    | 11   |

## Legături externe
- Prezentare Arhivat în 26 decembrie 2014, la Wayback Machine. la Confederația Europeană de Scrimă
- en Diego Occhiuzzi la Olympedia.org
- Diego Occhiuzzi: Epic Sabre Compilation pe YouTube, o compilare de Sydney Sabre Centre